# Fan Qibli
Fan Qibli (tiếng Ả Rập: فان قبلي) là một ngôi làng Syria nằm trong phó huyện Salamiyah thuộc huyện Salamiyah ở Tỉnh Hama. Theo Cục Thống kê Trung ương Syria (CBS), Fan Qibli có dân số 974 người trong cuộc điều tra dân số năm 2004. Cư dân của nó chủ yếu là Alawites.